# رايت آر-975 ويرل ويند
صنعت شركة محركات كونتينينتال محرك أر-975 بموجب ترخيص للاستخدام في دبابات الحلفاء و العربات المدرعة خلال الحرب العالمية الثانية. صُنعت عشرات الآلاف من المحركات لهذا الغرض، مما أدى إلى تقليص استخدامها في الطائرات.
استمرت كونتينينتال في إنتاج طرازاتها الخاصة من محرك أر-975 بعد الحرب في خمسينيات القرن العشرين. أُنتجت بعض هذه المحركات بقدرة بلغت 550 حصاناً (410 كيلو وات).
اكتسب محرك أر-975 شهرة كبيرة لاستخدامه كمحرك لقانصة الدبابات إم 18 هيلكات، التي كانت أسرع وأفضل قانصة دبابات أمريكية في الحرب العالمية الثانية. ظلت إم 18 المشغلة بمحرك أر-975 أسرع مركبة مدرعة في العالم حتى ظهور إم 1 أبرامز المشغلة بواسطة تربينة في الثمانينيات من القرن العشرين.

## التصميم والتطوير
كشفت شركة رايت عن فئة محركات جيه 6 ويرل ويند في عام 1928، لتستبدل بها فئة رايت آر-790 ويرل ويند ذات الأسطوانات التسعة. ضمت فئة جيه 6 محركات مختلفة في عدد الأسطوانات، فمنها من احتوى على 5 أسطوانات أو 7 أو 9 أسطوانات.

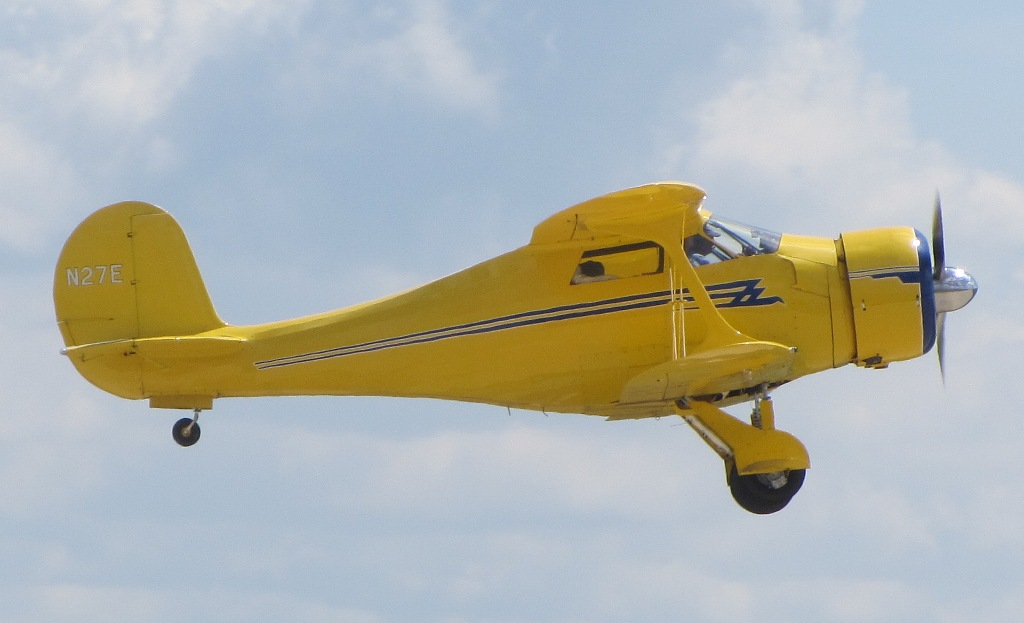
بيتشكرافت ستجروينج

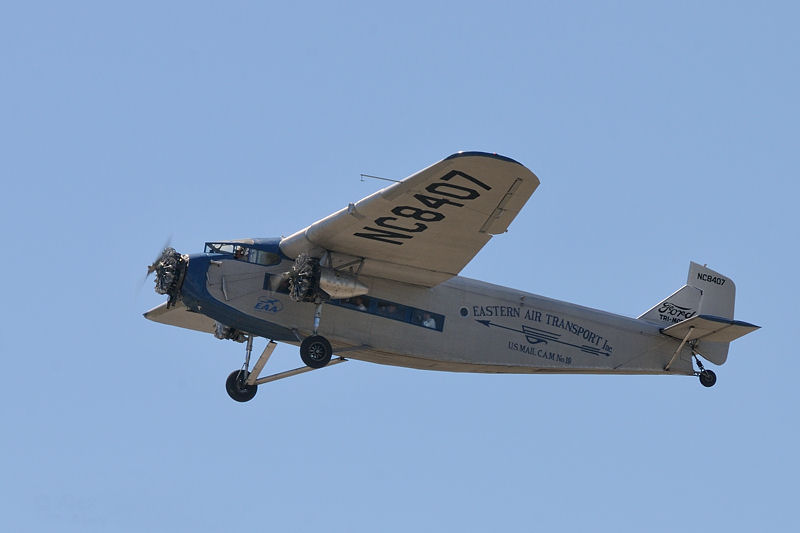
فورد ثلاثية المحرك

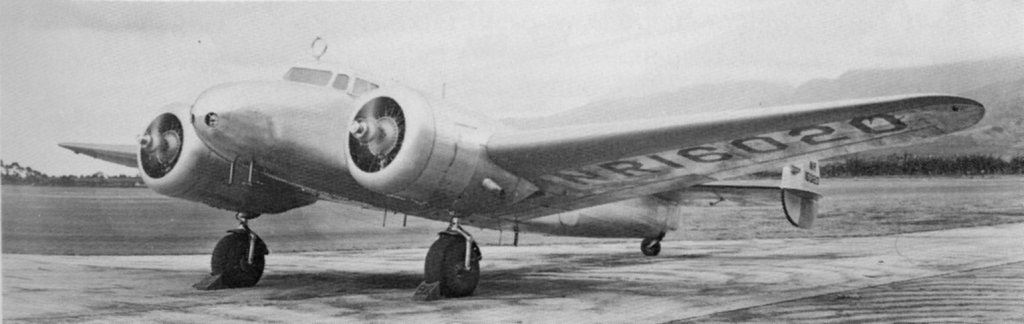
لوكهيد إلكترا 10

عُرفت نسخة المحرك ذات الأسطوانات التسعة باسم جيه-6 ويرل ويند-9 في الأصل أو اختصاراً جيه-6-9. أسمته الحكومة الأمريكية المحرك باسم أر-975، واستخدمت شركة رايت هذا الاسم لاحقاً بدلاً من جيه-6.
احتوى أر-975 على أسطوانات أكبر من تلك الموجودة في رايت آر-790 ويرل ويند، مثله مثل كل المحركات الموجودة في فئة جيه-6 ويرل ويند.
ظل طول شوط المكبس كما هو 5.5 بوصة (14 سم)، بينما زاد قطر الأسطوانة من 4.5 بوصة (11.4 سم) في محرك أر-790 إلى 5 بوصة (12.7 سم).

بينما كان أر-790 محرك تنفس طبيعي، احتوى أر-760 مثل كل محركات جيه-6 على شاحن توربيني فائق مُدار بواسطة تروس، استُخدم لزيادة القدرة الناتجة.
طورت شركة رايت محرك أر-975 تدريجياً، واستخدمت الحروف اللاحقة للإشارة إلى الطرازات المتتالية. كانت قدرة النسخة الأصلية من محرك أر-975 (أو جيه-6-9) 300 حصان (224 كيلو وات)، بينما بلغت قدرة محرك أر-975 أي طراز عام 1931 حوالي 330 حصان (246 كيلو وات) بفضل تصميم رأس الأسطوانة المطور.
استخدمت رايت لاحقاً حرف لاحق آخر للإشارة إلى مستويات مختلفة من القدرة.
قًدِم أر-975 أي-1 في نفس العام الذي ظهر فيه أر-975 أي، وبلغت قدرته خلال الإقلاع 365 حصاناً (272 كيلو وات) بفضل المكابس ذات نسبة الانضغاط الكبيرة وكذلك الارتفاع الطفيف في حدود السرعة الدورانية.
قُدِم أيضاً في نفس العام الطراز الأكثر قدرة أر-975 أي-3، بزيادة أكثر في الشحن التوربيني الفائق وكذلك حدود السرعة الدورانية، واستمر تحسينه تدريجياً حتى وصلت قدرة الطراز الأخير منه 450 حصاناً (336 كيلو وات) أثناء الإقلاع، عام 1935.
احتوى محرك أر-760 أي تي الذي صُمم لطائرات التدريب، على مكابس ذات نسبة انضغاط مرتفعة من محرك أر-760 أي 1، وأُزيل الشاحن التوربيني الفائق. بلغت قدرته 235 حصاناً (175 كيلو وات).

## التاريخ التشغيلي
كان محرك أر-975 الأكثر شيوعاً بين محركات ويرل ويند الأكثر قدرة التي أُنتجت تجارياً. استُخدم أر-975 كمحرك للعديد من طائرات المنفعة المدنية مثل بيتشكرافت ستجيروينج، واستُخدم أيضاً في بعض خطوط الطيران المبكرة مثل طائرة فورد ثلاثية المحرك ول وكهيد إليكترا 10 بي.
شغل أيضاً أر-975 العديد من طائرات التدريب العسكرية الأمريكية مثل نورث أميريكان بي تي-9 و فولتي بي تي-15 فاليانت للجيش، و كورتيس-رايت اس إن سي-1 فالكون للأسطول. كما استُخدم أيضاً في الطائرة المحمولة المقاتلة كورتيس إف 9 سي سباروهاوك في الأسطول الأمريكي الجوي.
كانت أحد الانجازات التي حققها محرك رايت جيه-6 ويرل ويند عندما استُخدم في طائرة بيلانكا سبشيال جيه-300 أحادية السطح مرتفعة الجناح والمسماة كابيه كود، من 28 إلى 30 يوليو عام 1931، واستخدمها راسل نورتون بوردمان (30 عاماً) و جون لويس بولاندو (29 عاماً) ليحلقوا من مطار فلويد بينيت إلى إسطنبول، ليقطعوا رحلة قدرها 8065.7 كيلو متر بدون توقف واستغرقت 49 ساعة وعشرين دقيقة.
كانت أول رحلة جوية بدون توقف في التاريخ لمسافة 8000 كيلو متر. كان طول مدرج مطار فلويد بينيت 5000 قدم (1500 متر)، ولم تكن هذه المسافة كافية للهبوط، لذلك قام بوردمان وبولاندو بإزالة السياج وإزاحة موقف سيارات لإضافة 1000 قدم أخرى إلى مدرج الهبوط، حتى أبراج الاتصال والأجهزة الكهربائية تم وضعها على امتداد شارع فلاتبوش.
واجه محرك أر-975 منافسة كبيرة مع محرك برات آند ويتني آر-985 واسب جونيور، ومع المحرك الأكبر برات آند ويتني آر-1340 واسب. باعت شركة برات أند ويتني العديد من محركات واسب جونيور للاستخدام في الطائرات أكثر مما باعت شركة رايت من محركات أر-975.
استمر إنتاج شركة رايت لمحرك أر-975 حتى عام 1945، وأنتجت منه ما يزيد عن 7000 محرك.

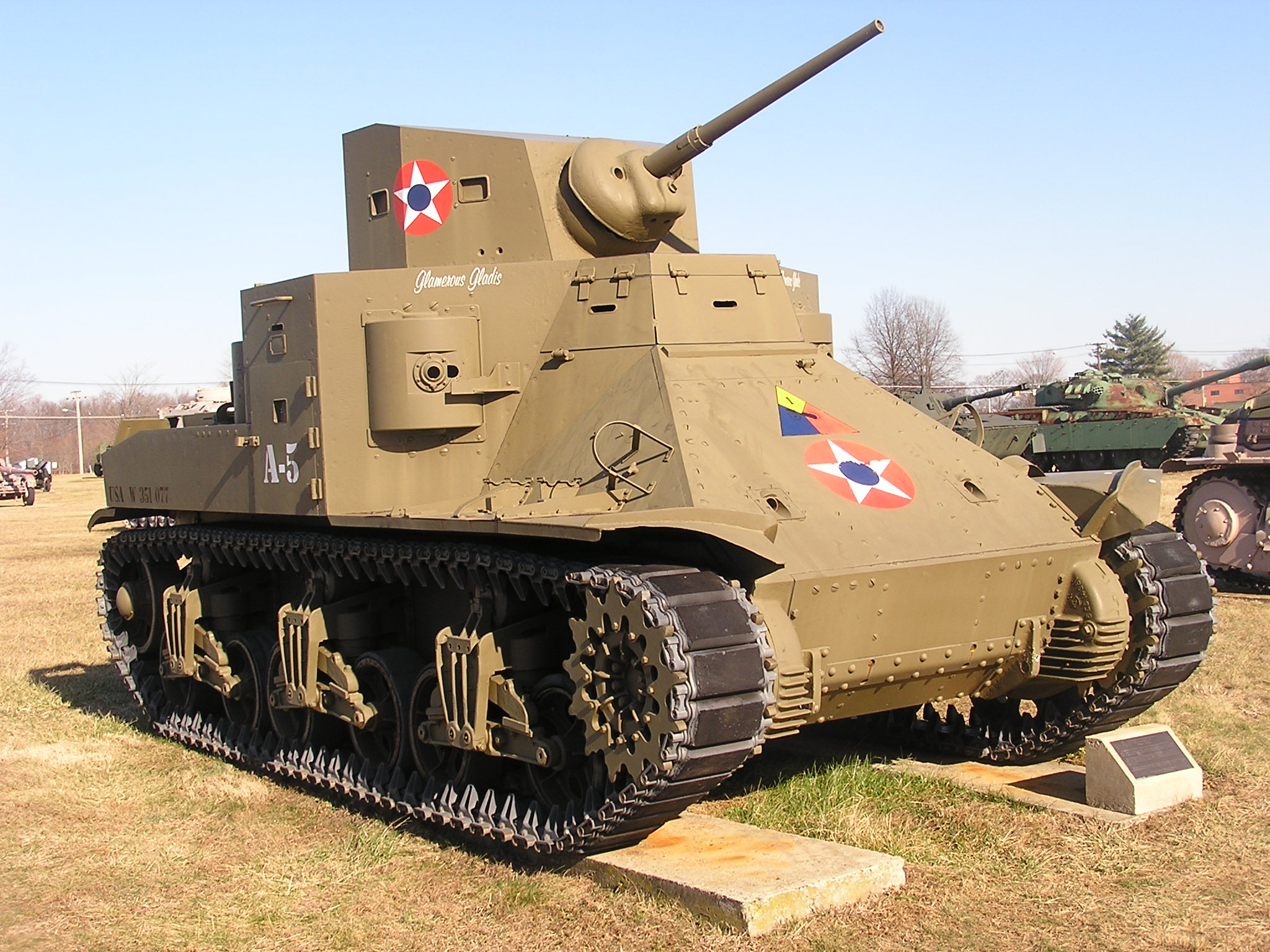
الدبابة المتوسطة إم 2.

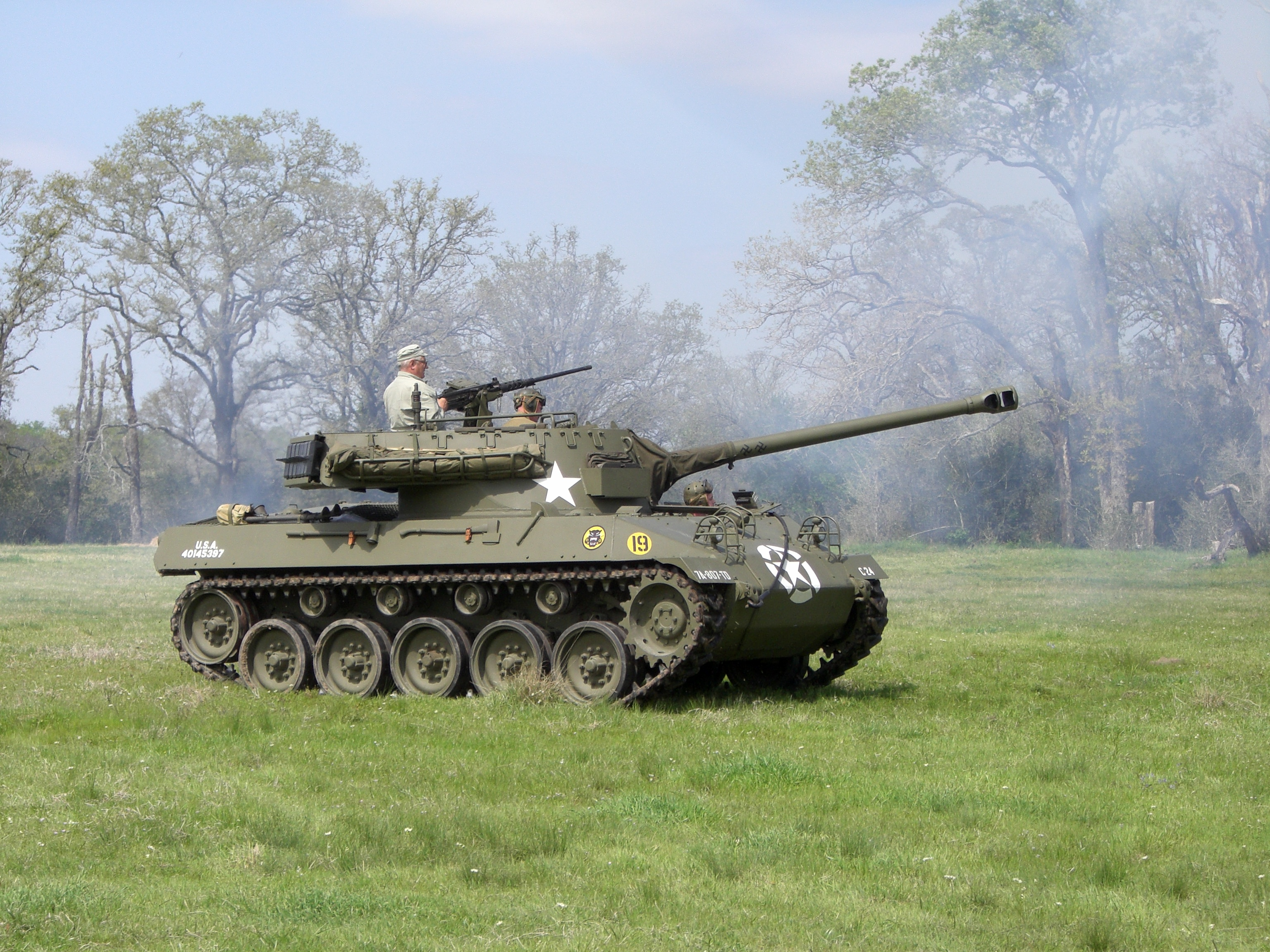
إم 18 هيلكات.

## الإنتاج بواسطة محركات كونتينينتال
كان الجيش الأمريكي يستخدم محركات كونتينينتال أر-670 الشعاعية في دباباته الخفيفة، وفي عام 1939 اختار شركة محركات كونتينينتال لتصنيع محرك أر-975 بموجب ترخيص لاستخدامه في الدبابة المتوسطة إم 2.
استُخدم نفس المحرك بعد ذلك في الدبابات المتوسطة إم 3 لي و إم 4 شيرما ن و الدبابة رام الكندية و المدفع ذاتي الحركة إم 7 بريست و إم 18 هليكات قانصة الدبابات، وعربات مدرعة أخرى لقوات الحلفاء.
ضمت طرازات كونتينينتال من محرك أر-975 للمركبات المدرعة، المحركات أر-9975 أي-سي 2 وأر-975-سي 1، وأر975-سي 4. صنعت كونتينينتال ما يزيد عن 53000 محرك أر-975 للمركبات المدرعة، وكان ذلك أكثر بكثير مما صنعت رايت.
لم يستفد محرك أر-975 من كونه يُبرد بالهواء عندما رُكِب في دبابة، ولذلك استُخدمت مروحة متصلة بعمود الدوران ومحاطة بغلاف لدفع الهواء نحوه.
قدمت شركة كونتينينتال طرازها الخاص من محرك أر-975 بعد الحرب، للاستخدام في الطائرات، وأسمته أر 9-ايه. كان المحرك مشابهاً لمحركات أر-975 الأخرى، ولم تتغير نسبة الانضغاط فيه ولا نسبة ترس الشاحن التوربيني الفائق عن محرك أر-975 أي-3.
سمحت تحسينات أخرى في محرك أر 9-ايه بزيادة قدرته إلى 525 حصان (391 كيلو وات) عند الإقلاع، ليتجاوز بذلك أي طراز من محركات رايت.
بلغت قدرة الطراز العسكري أر-975-46، 550 حصاناً (410 كيلو وات)، واستُخدم في مروحيات بياسكي هب ريتريفير. استمر إنتاج كونتينينتال لمحركات أر-975 في خمسينيات القرن العشرين.

## محركات أر-975 صُنعت بموجب ترخيص
صُنع المحرك في إسبانيا تحت مسمى هيسبانو-سويزا 9 كيو أو هيسبانو-رايت 9 كيو بدون تعديل بعيداً عن تشطيب السطوح بالنيتروجين، وتم هذا على نسخة واحدة من المحرك وهي 9 كيو دي أر.
أُنتج أيضاً أر-975 بموجب ترخيص بواسطة شركة فابريكا للمحركات في البرازيل.

## الطرازات
- جيه-6-9 (أر-975)

بلغت قدرته 300 حصاناً (220 كيلو وات) عند 2000 دورة/دقيقة.
- أر-975-20

بلغت قدرته 300 حصاناً (220 كيلو وات) واستُخدم في المناطيد الهوائية.
- أر-975 أي

بلغت قدرته 330 حصاناً (250 كيلو وات) عند 2000 دورة/دقيقة. نتجت هذه الزيادة في القدرة بسبب رأس الأسطوانة المطور.
- أر-975 أي-1

بلغت قدرته 365 حصاناً (272 كيلو وات) عند 2100 دورة/دقيقة. أُزيدت نسبة الانضغاط فيه.
- أر-975 أي-3

بلغت قدرته 420 حصاناً (310 كيلو وات) عند 2200 دورة/دقيقة عند ارتفاع 1400 قدم (430 متر)، و450 حصاناً (340 كيلو وات) عند 2250 دورة/دقيقة عند الإقلاع. أُزيد ضغط الشحن التوربيني الفائق فيه، بالإضافة إلى زيادة طفيفة في نسبة الانضغاط.
- أر-975 أي-سي2

بلغت قدرته 400 حصاناً (300 كيلو وات) عند 2400 دورة/دقيقة. صُنع بواسطة شركة كونتينينتال للمحركات بموجب ترخيص، وصُمم للاستخدام في العربات المدرعة.
- كونتينينتال أر 9-ايه

بلغت قدرته 500 حصاناً (370 كيلو وات) عند 2300 دورة/دقيقة عند ارتفاع 4000 قدم (1200 متر)، و525 حصاناً (391 كيلو وات) عند 2300 دورة/دقيقة عند الإقلاع.

يُعتبر هذا المحرك نسخة مطورة بواسطة كونتينينتال بعد الحرب.
- هيسبانو-سويزا 9 كيو

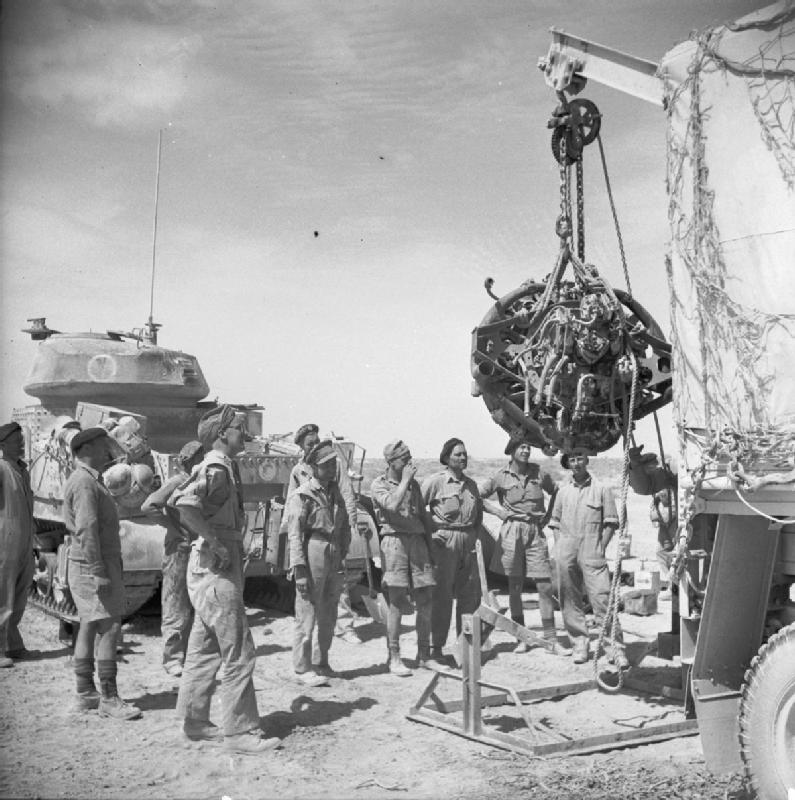
إزالة محرك دبابة كبيرة للصيانة الدورية بواسطة ميكانيكين من كتيبة المدفعية للجيش الملكي في 10 يونيو عام 1942.

محرك أر-975-جيه-6 ويرل ويند مصنوع بموجب ترخيص.
- هيسبانو-سويزا 9 كيو ايه

طراز من محرك أر-975-جيه-6 ويرل ويند المصنوع بموجب ترخيص.

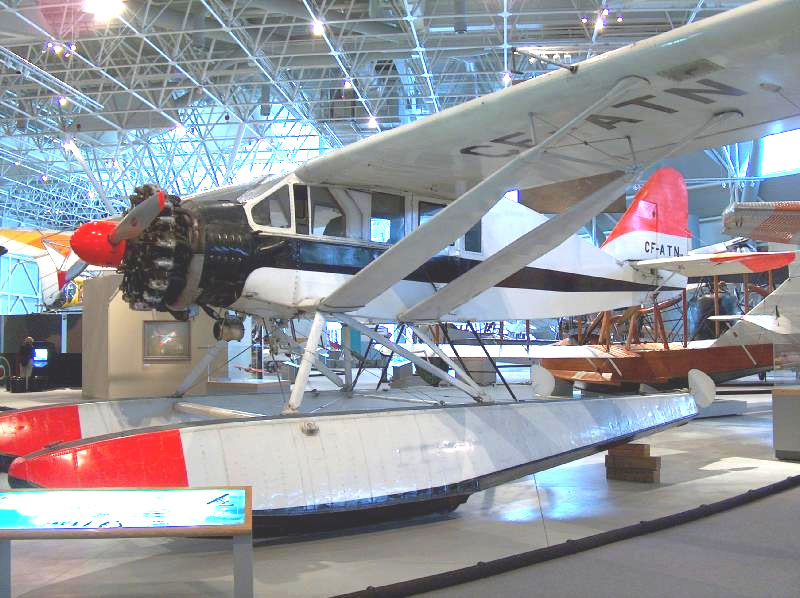
بيلانكا سي إتش-300 بيسميكر

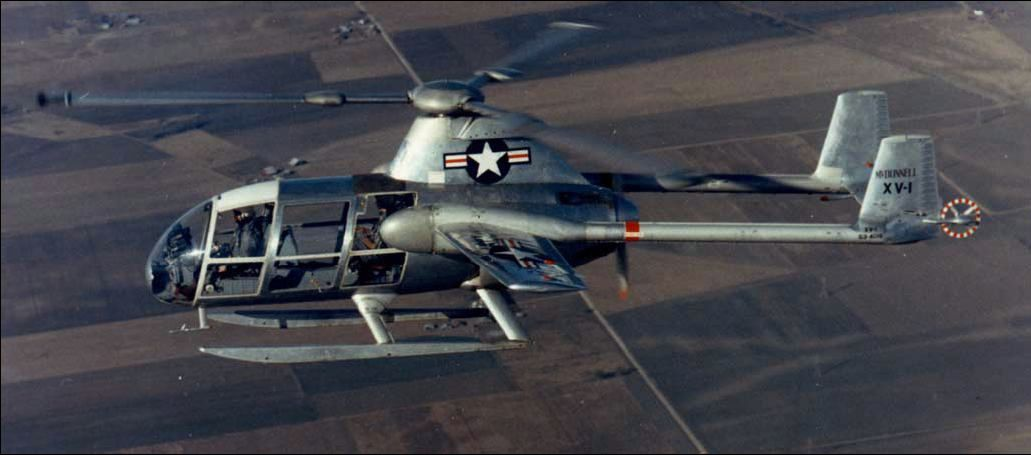
ماكدونيل إكس في-1

- هيسبانو-سويزا 9 كيو بي

طراز من محرك أر-975-جيه-6 ويرل ويند المصنوع بموجب ترخيص.
- هيسبانو-سويزا-9 كيو سي

طراز من محرك أر-975-جيه-6 ويرل ويند المصنوع بموجب ترخيص.
- هيسبانو-سويزا 9 كيو دي

طراز من محرك أر-975-جيه-6 ويرل ويند المصنوع بموجب ترخيص.
- هيسبانو-سويزا 9 كيو دي أر

طراز من محرك أر-975-جيه-6 ويرل ويند المصنوع بموجب ترخيص.

## التطبيقات
- بيتشكرافت ستجروينج بي 17 أر وسي 17 أر ودي 17 أر
- بيلانكا سي إتش-300 بيسميكر
- سيسنا دي سي-6 ايه شيف
- كورتيس رايت سي دبيلو 22
- كورتيس رايت اس إن سي-1 فالكون
- ديويتين دي 31
- ديويتين دي 35
- كورتيس إف 9 سي سباروهاوك
- فوكر يونيفرسال
- فوكر تي 8
- فورد ثلاثية المحرك 4-ايه تي-إي
- أيرلند إن-2 بي نيبتون
- Keystone-Loening Commuter (كيه-84)
- ماكدونيل إكس في-1
- نورث أميريكان بي تي-9
- نورث أميريكان إن ايه-64 يال
- بيتكيريان بي سي ايه-2
- ريان بي-5 بروغام
- ستنسون ديترويتر
- ترافل اير 6000 بي
- في إل بيري
- فولتي بي تي-15 فاليانت
- واكو جيه تي أو و جيه واي أو (واكو 10)

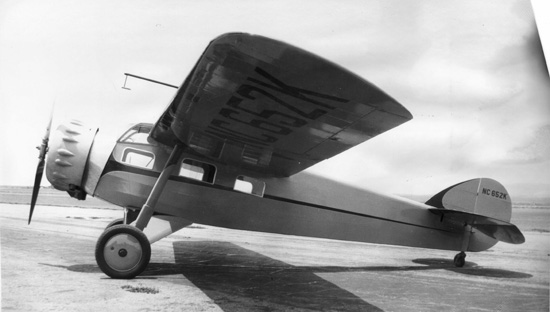
سيسنا دي سي-6
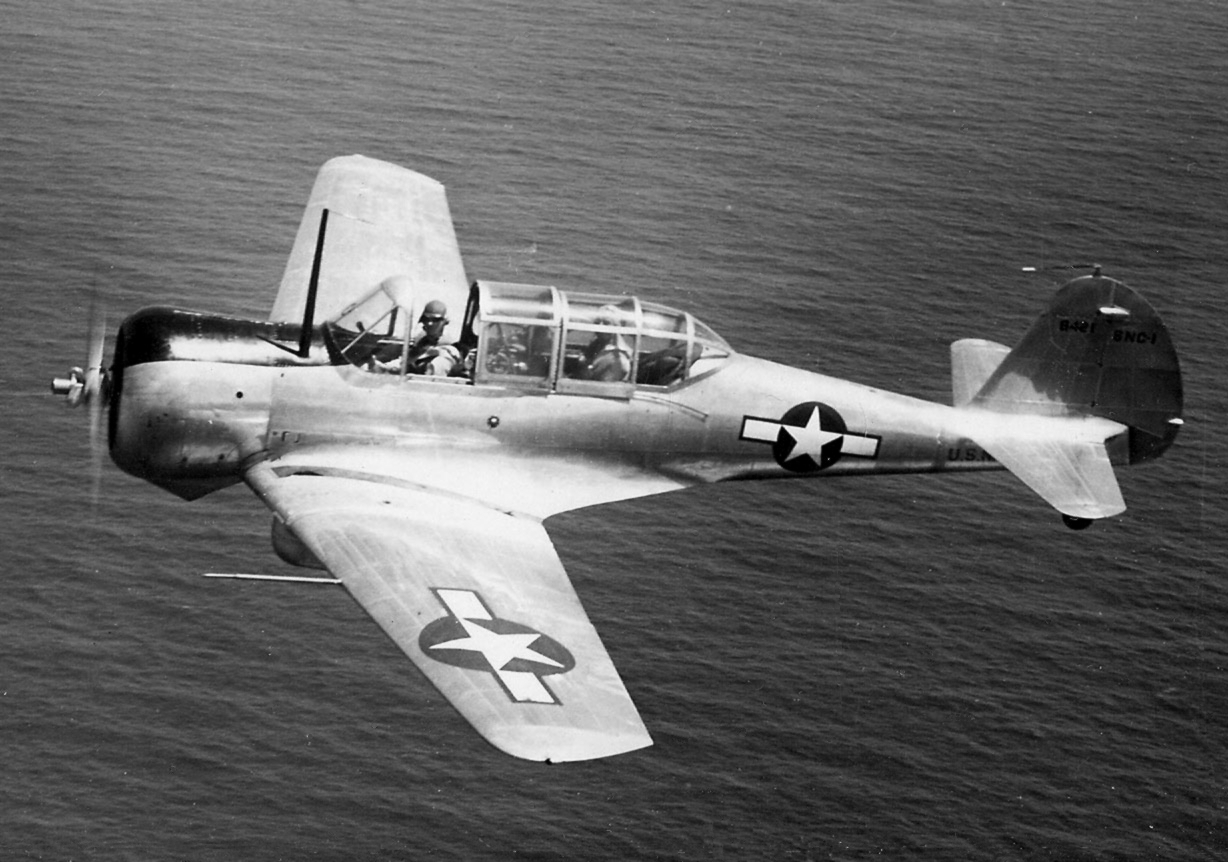
كورتيس رايت اس إن سي-1
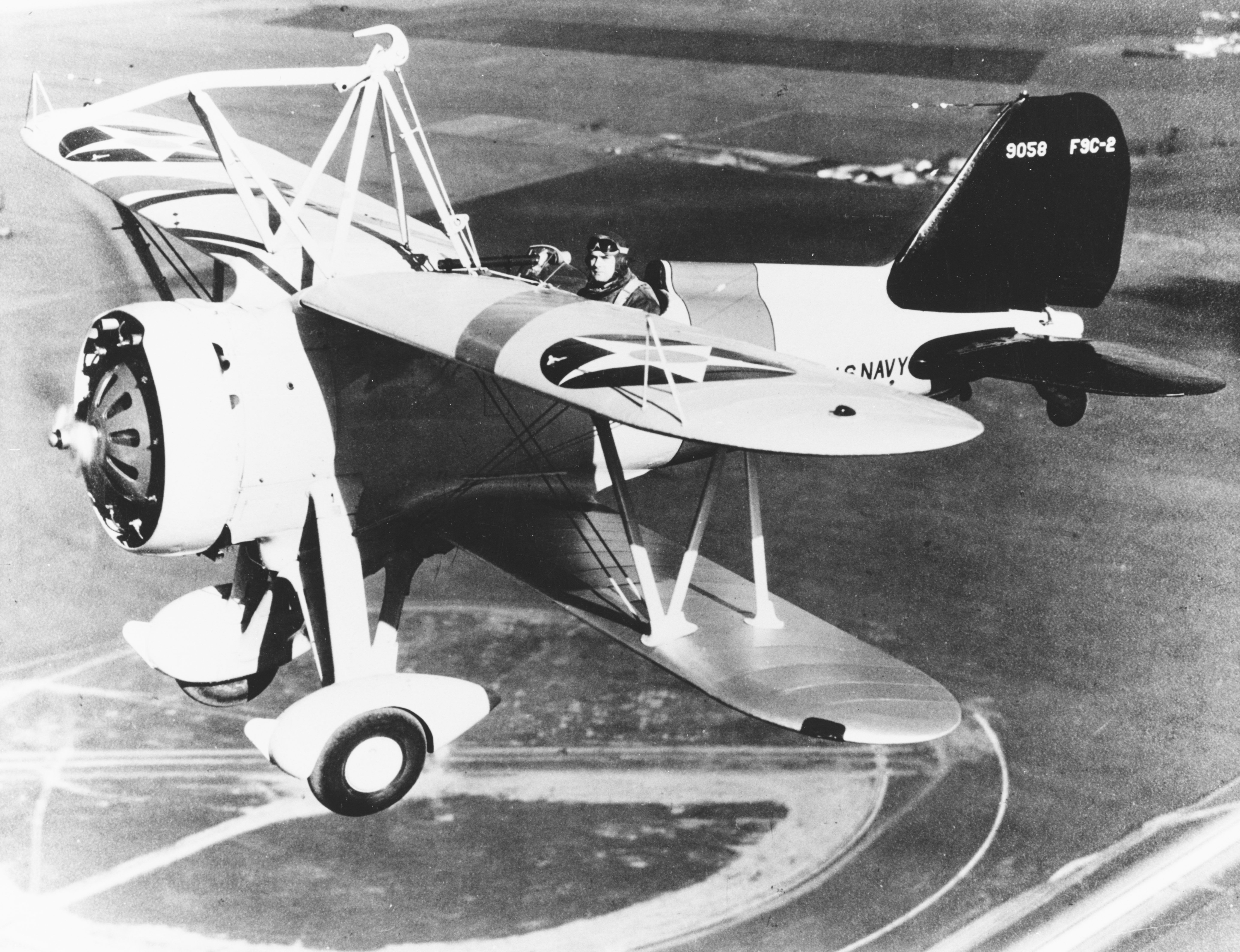
كورتيس إف 9 سي سباروهاوك
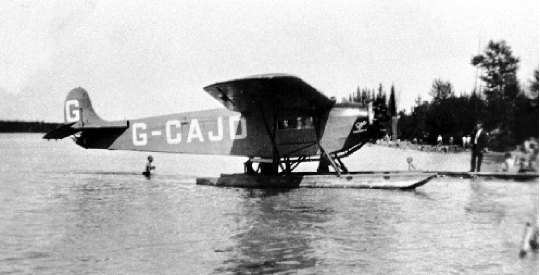
فوكر يونيفرسال
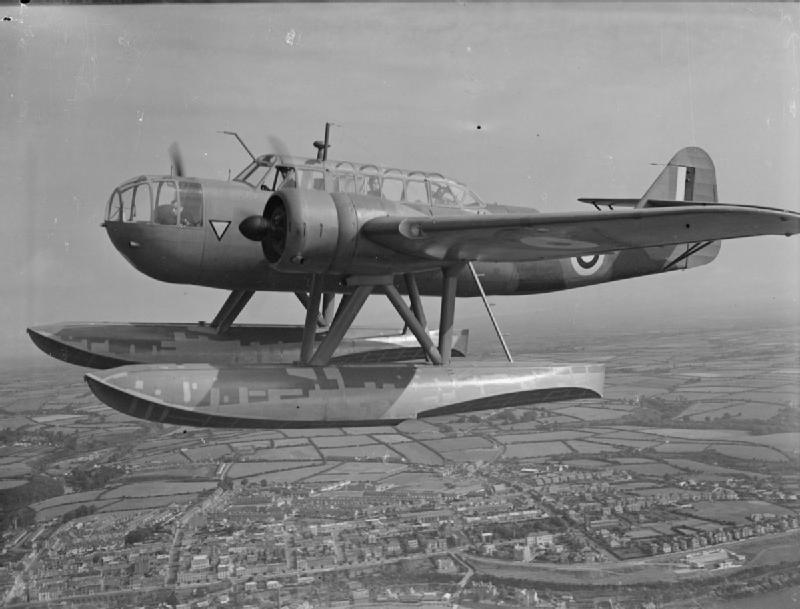
فوكر تي 8
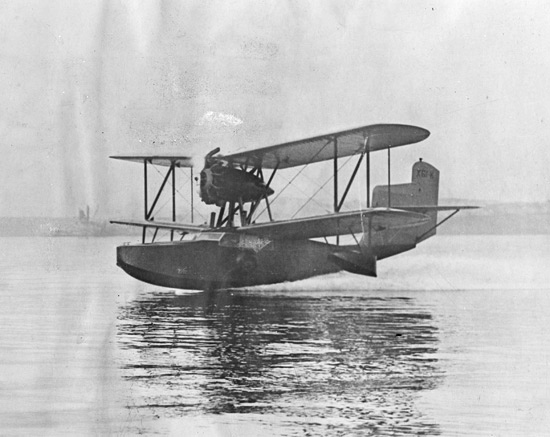
Keystone-Loening Commuter
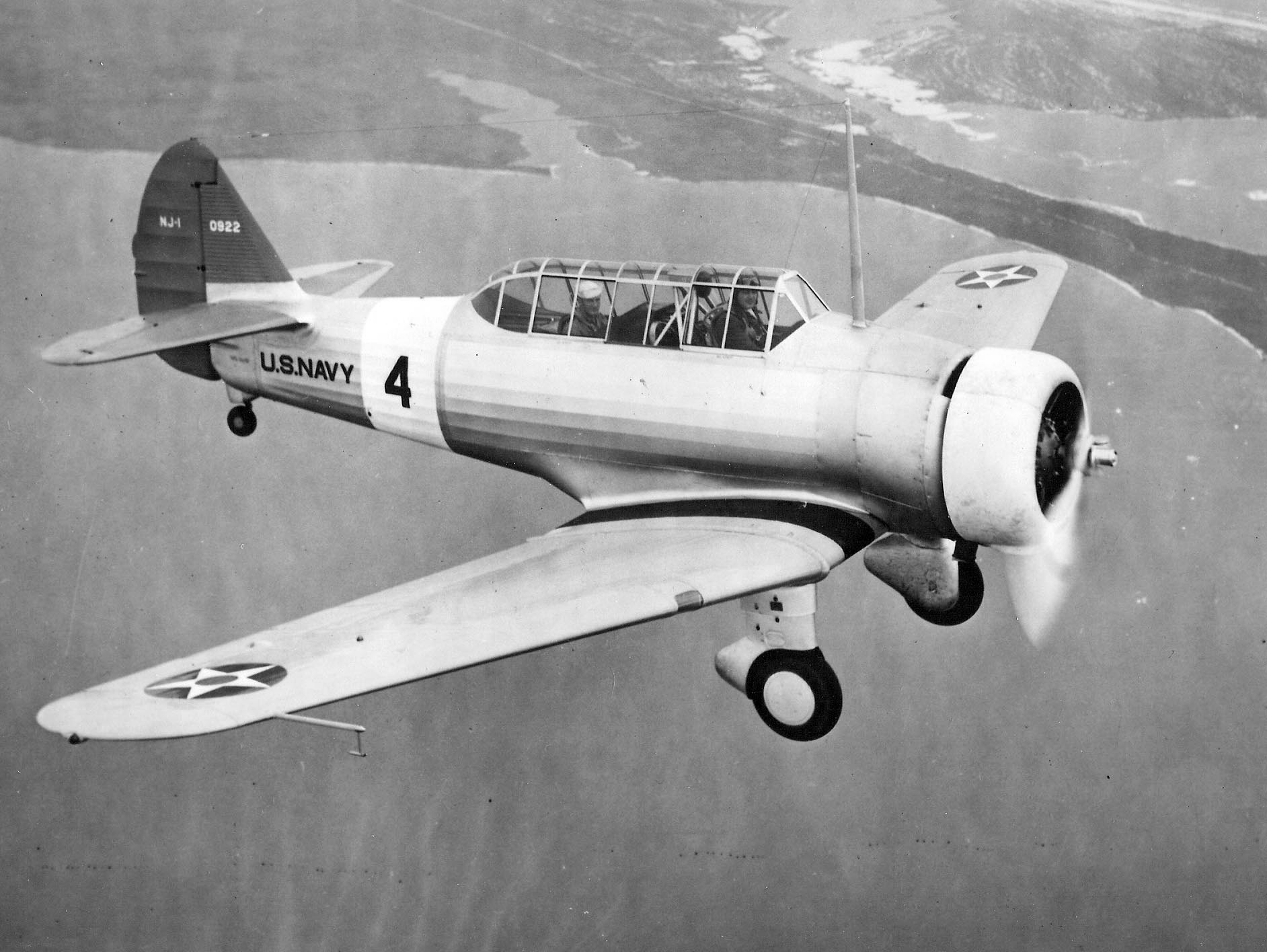
نورث أميريكان بي تي-9
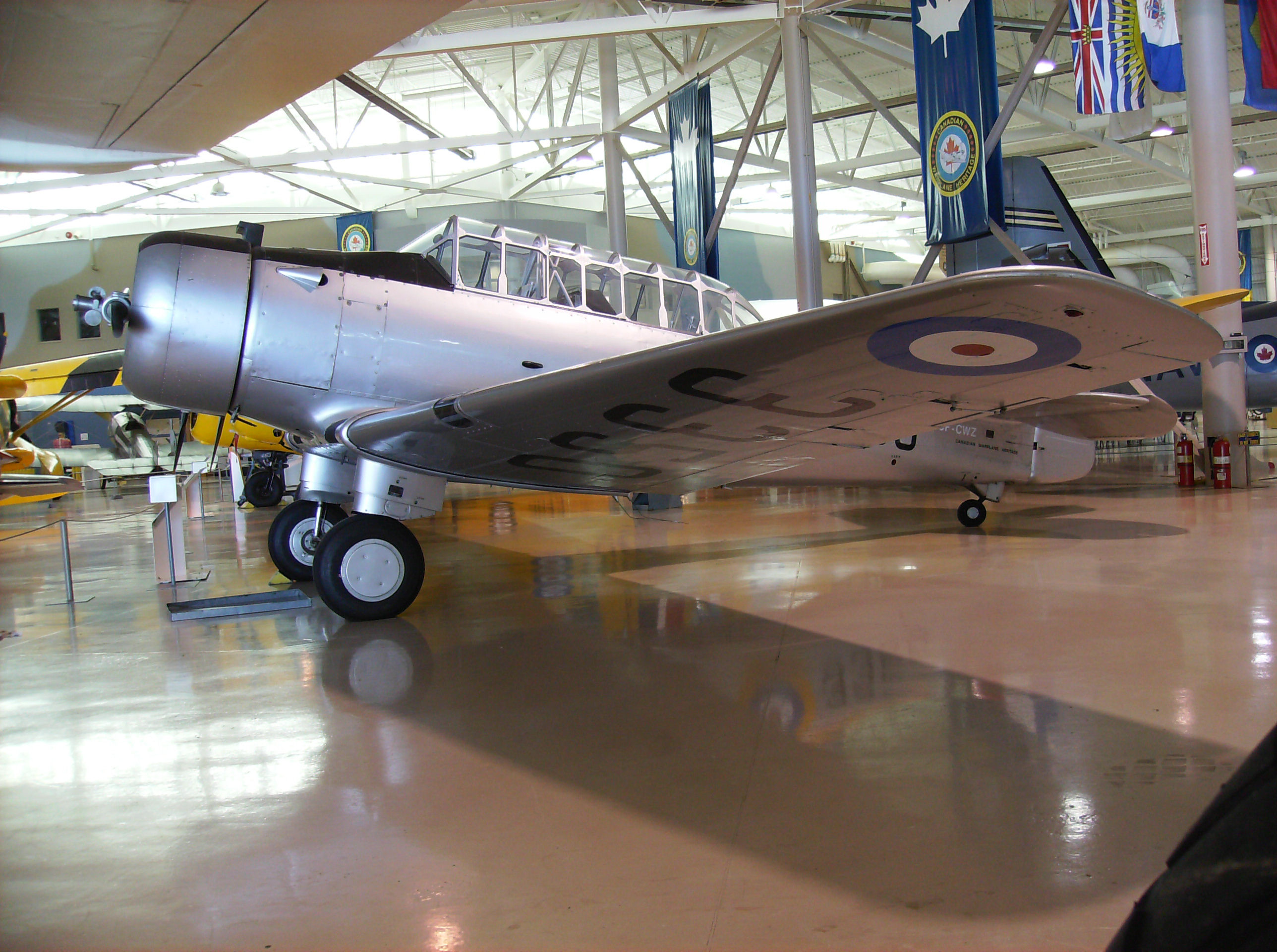
نورث أميريكان إن ايه-64 يال
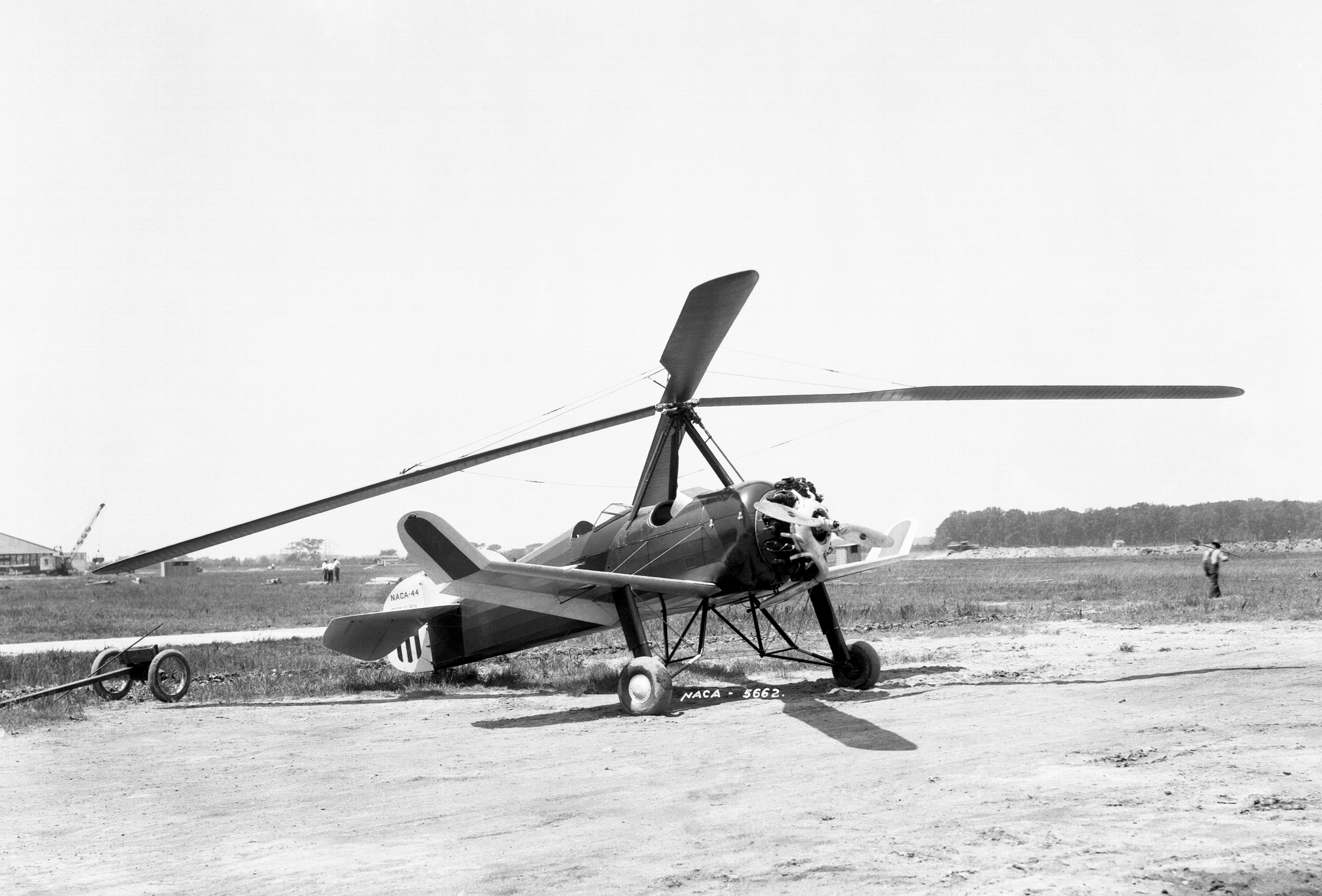
بيتكيريان بي سي ايه-2
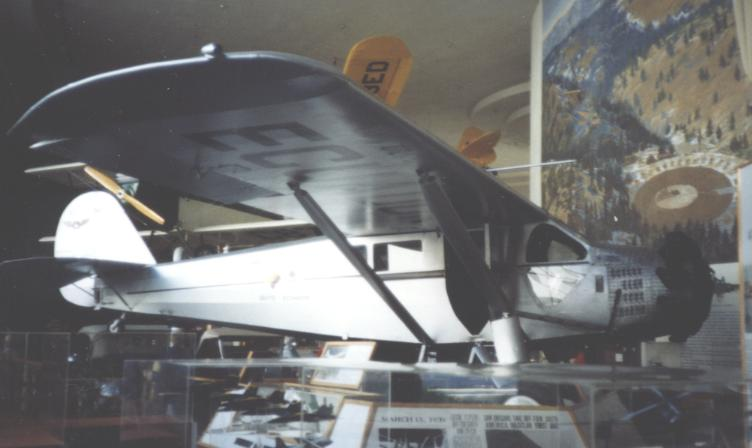
ريان بي-5 بروغام
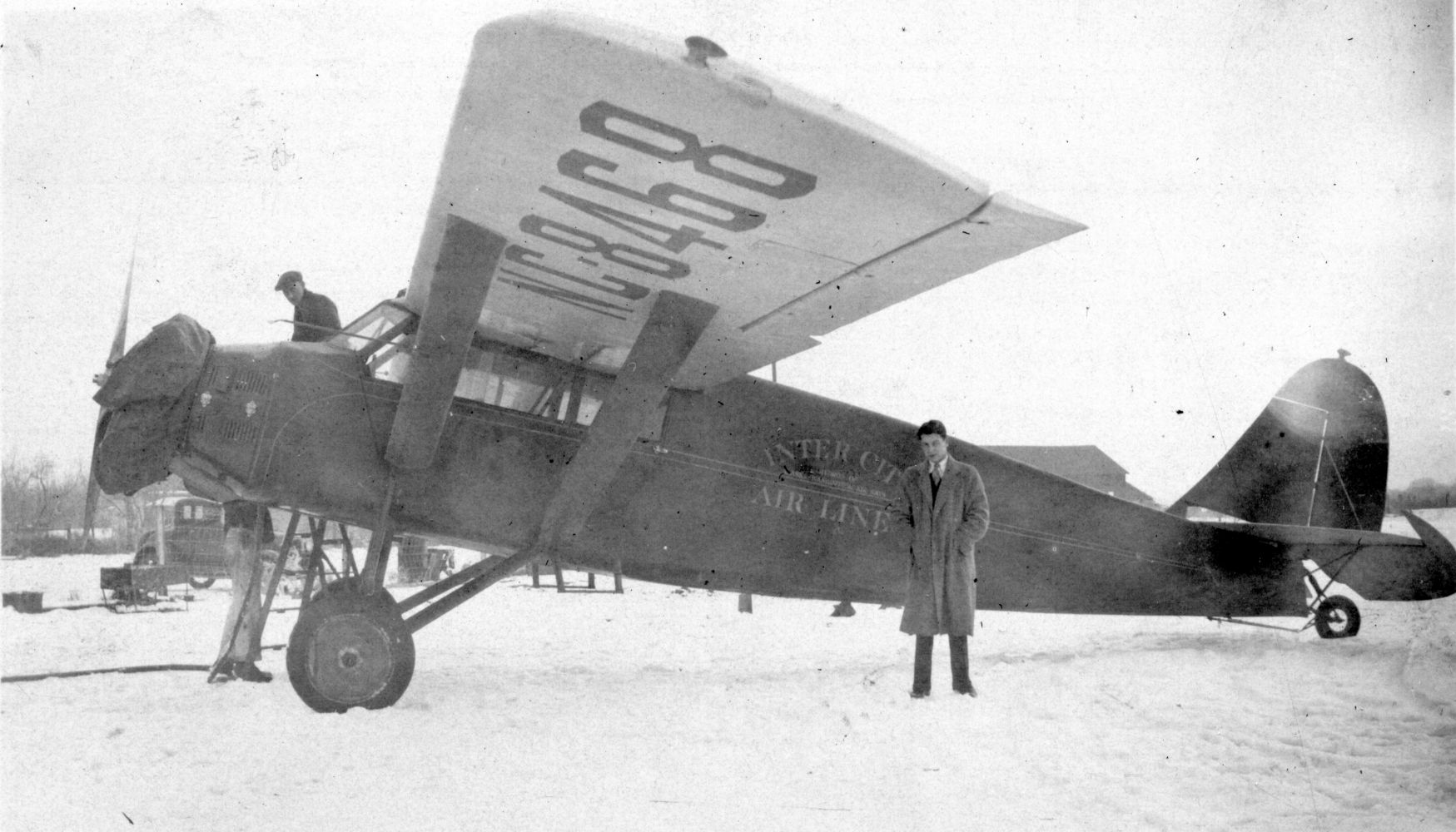
ستنسون ديترويتر
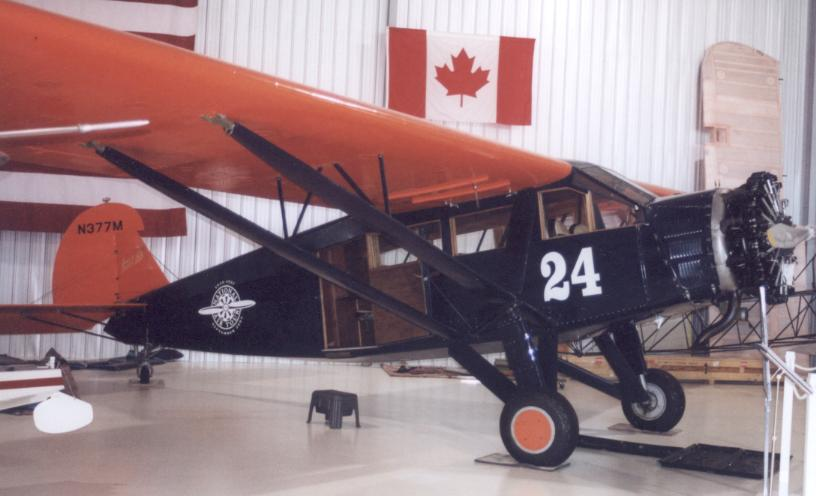
ترافل اير 6000 بي
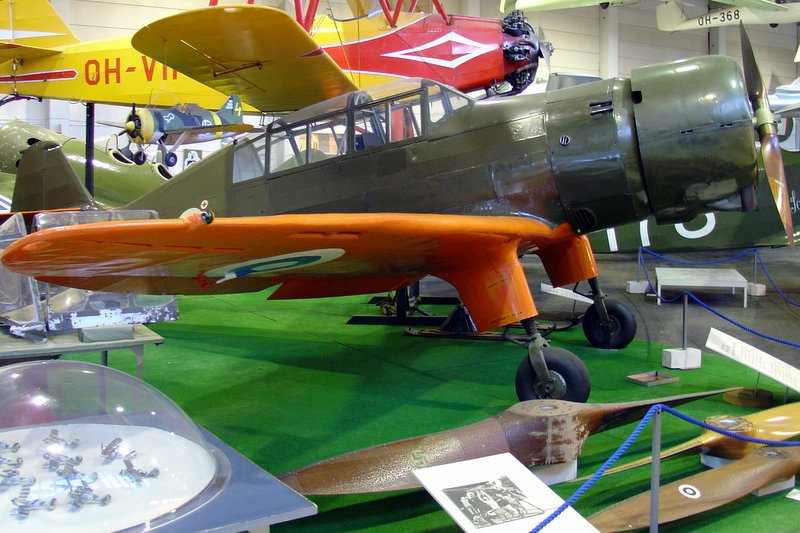
في إل بيري في متحف الطيران السويدي.
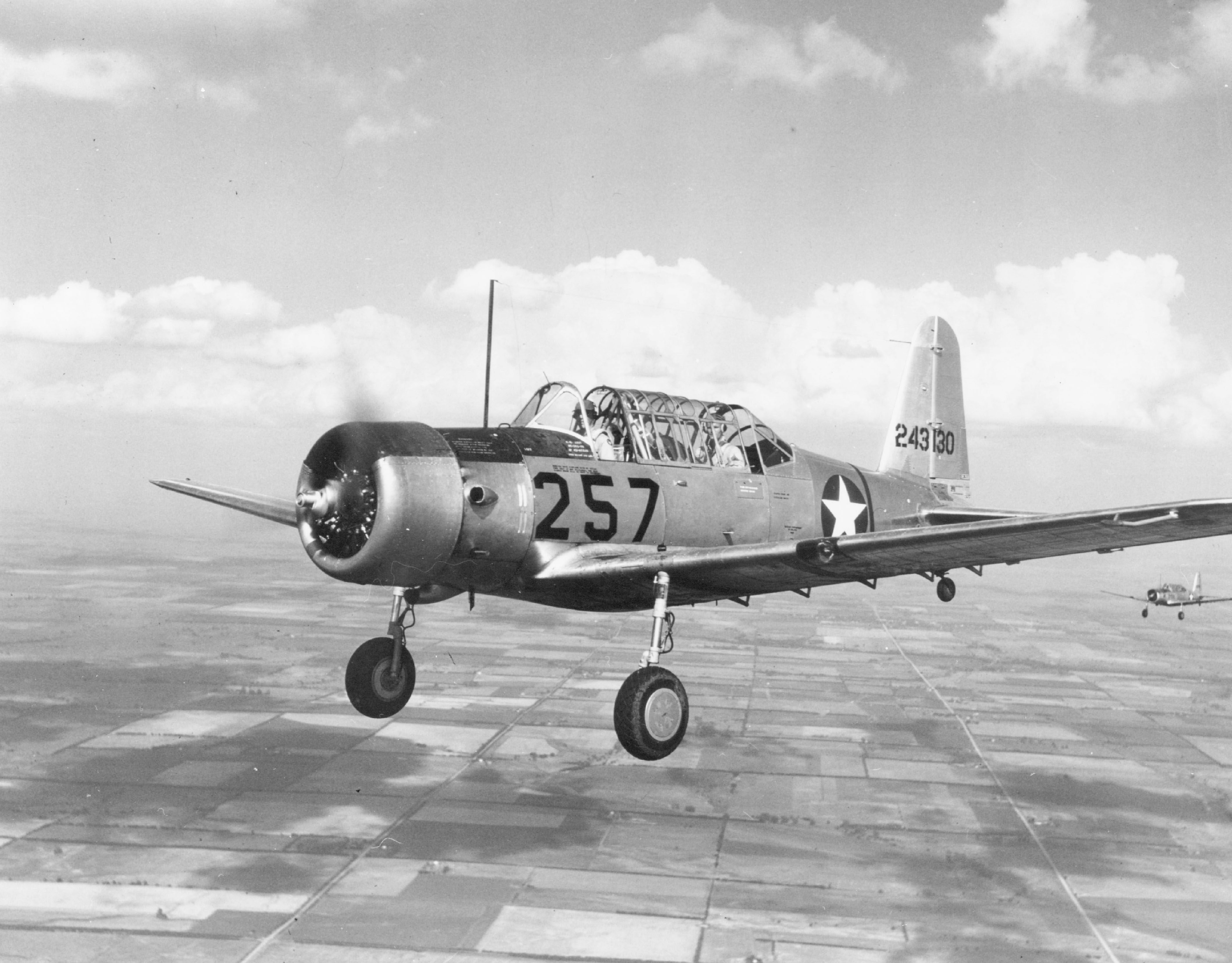
فولتي بي تي-15 فاليانت
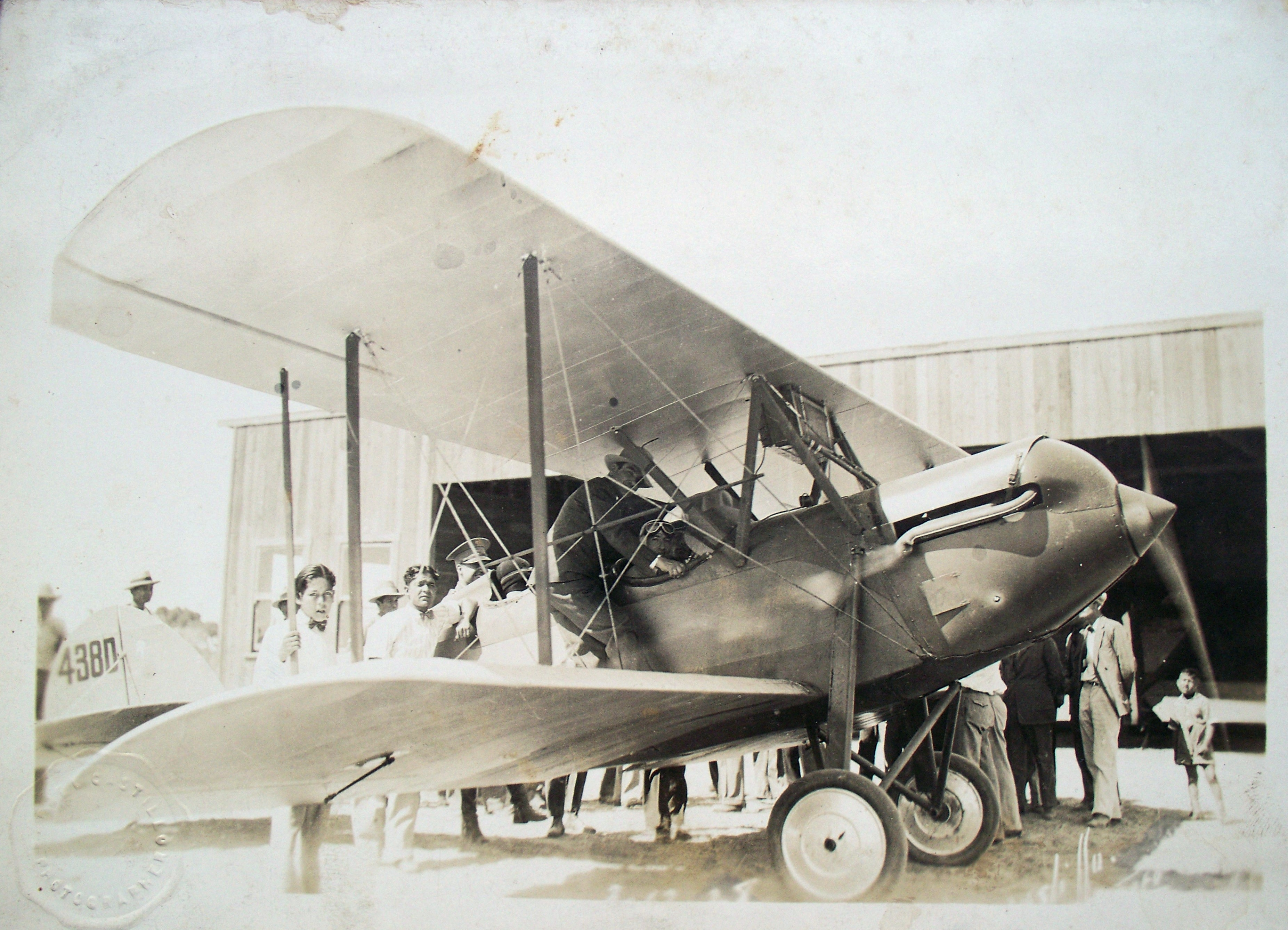
واكو 10

### كونتينينتال أر-975
- بيتشكرافت دي-18 سي
- ناقلة الجنود المدرعة كانجارو
- إم 3 لي
- إم 4 شيرمان
- إم 7 بريست
- إم 18 هيلكات
- حاملة المدافع المتحركة إم 12
- حاملة المدافع المتحركة إم 40
- بياسيكي هب ريتريفير
- الدبابة رام
- المدفع ذاتي الحركة  سيكستون
- سيكورسكي اس-53 (سيكورسكي إكس إتش جيه اس)
- الدبابة شينك المضادة للطائرات

## محركات معروضة
يُعرض محرك أر-975 في بعض المتاحف مثل:
- يعرض متحف بيما للفضاء والطيران في توسون في أريزونا، محرك رايت آر-975.[15][16]
- يعرض متحف هيلير للطيران في سان كارلوس في كاليفورنيا، محرك رايت آر-975.[17]
- يعرض المتحف الوطني لطيران الأسطول بالقرب من بينساكولا في فلوريدا، محرك كونتينينتال أر-975.[18]
- يعرض المتحف الجنوبي الجوي في برمنجهام في ألاباما، محرك كونتينينتال أر-975.[19]
- يعرض متحف كوينزلاند الجوي في كالوندرا في كوينزلاند في أستراليا، محرك كونتينينتال أر-975.[20][21]
- يعرض متحف بحيرة بوجا كاتالينا (بحيرة بوجا في فيكتوريا في أستراليا) محرك كونتينينتال رايت آر-975 طراز عام 1942، مرمم بالكامل. أُعيد ترميم هذا المحرك بالكامل، ويملكه باتريك ديلون من بحيرة بوجا.
يُشغل المحرك مرة كل شهر لزوار المتحف والمنطقة.[22]

## المواصفات (ويرل ويند أر-975-إي 3)

### مواصفات عامة
- النوع: محرك طائرة شعاعي مكون من 9 أسطوانات، مزود بشاحن توربيني فائق ويُبرد بالهواء.
- قطر الأسطوانة: 127 مم.
- الشوط: 140 مم.
- سعة المحرك: 15.93 لتر.
- الطول: 109.2 سم.
- القطر: 114.3 سم.
- الوزن الصافي: 306 كجم.

### المكونات
- سلسة صمامات: صمامان لكل أسطوانة، ويتم تشغيلهم بواسطة أعمدة دفع.
- شاحن توربيني فائق: يشغل بواسطة ترس، ونسبة تخفيض السرعة 10.15.
- نوع الوقود: وقود ذو رقم أوكتان 50
- وحدة تخفيض سرعة المروحة الدافعة: تتصل مباشرة بعمود الدوران.

### الأداء
- القدرة الناتجة:
  - 420 حصان (313 كيلو وات) عند 2200 دورة/دقيقة حتى ارتفاع 1400 قدم (427 متر).
  - 450 حصان (336 كيلو وات) عند 2250 دورة/دقيقة عند الإقلاع.
- كثافة القدرة: 0.43 حصان/بوصة مكعبة (19.7 كيلو وات/لتر).
- نسبة الانضغاط: 1:6.3
- نسبة القدرة إلى الوزن: 0.62 حصان/باوند (1.02 كيلو وات/كجم).

| المحرك              | القدرة المستمرة                             | القدرة أثناء الإقلاع                        | نسبة الانضغاط | نسبة ترس الشاحن التوربيني الفائق | رقم الأوكتان | الوزن الصافي |
| ------------------- | ------------------------------------------- | ------------------------------------------- | ------------- | -------------------------------- | ------------ | ------------ |
| أر-975 أي           | 330 حصان (246 كيلو وات) عند 2000 دورة/دقيقة |                                             | 1:5.1         | 1:7.8                            | 73           | 288 كجم      |
| أر-975 أي 1         | 365 حصان (262 كيلو وات) عند 2100 دورة/دقيقة |                                             | 1:6.1         | 1:7.8                            | 73           | 299 كجم      |
| أر-975 أي 3         | 420 حصان (313 كيلو وات) عند 2200 دورة/دقيقة | 450 حصان (336 كيلو وات) عند 2250 دورة/دقيقة | 1:6.3         | 1:10.15                          | 80           | 306 كجم      |
| كونتينينتال أر9-ايه | 500 حصان (373 كيلو وات) عند 2300 دورة/دقيقة | 525 حصان (391 كيلو وات) عند 2300 دورة/دقيقة | 1:6.3         | 1:10.15                          | 91           | 320 كجم      |

## مزيد من القراءة
- Curtiss-Wright (1940), Wright Engines - Past and Present (PDF), pp. 11, 13, 14, 16, 18, 19, retrieved December 14, 2009. Available from the Aircraft Engine Historical Society's reference page.
- Lage, Manual (2004). Hispano Suiza in Aeronautics. Warrendale, USA: SAE International. ISBN 978-0-7680-0997-2.
- Curtiss-Wright (1983), Historical Engine Summary (Beginning 1930) (PDF), p. 2, retrieved December 14, 2009. Available from the Aircraft Engine Historical Society's reference page.

The following Federal Aviation Administration type certificate data sheets, all available from the FAA's Regulatory and Guidance Library:
- R-975E: Type Certificate Data Sheet ATC 21, retrieved December 14, 2009.
- R-975E-1: Type Certificate Data Sheet TC 87, retrieved December 14, 2009.
- R-975E-3: Type Certificate Data Sheet TC 125, retrieved December 14, 2009.
- Continental R9-A: Type Certificate Data Sheet E-245, retrieved December 15, 2009.

## روابط خارجية
- جدول بيانات لمحركات الطيران الأمريكية